# Jakovlev Jak-15

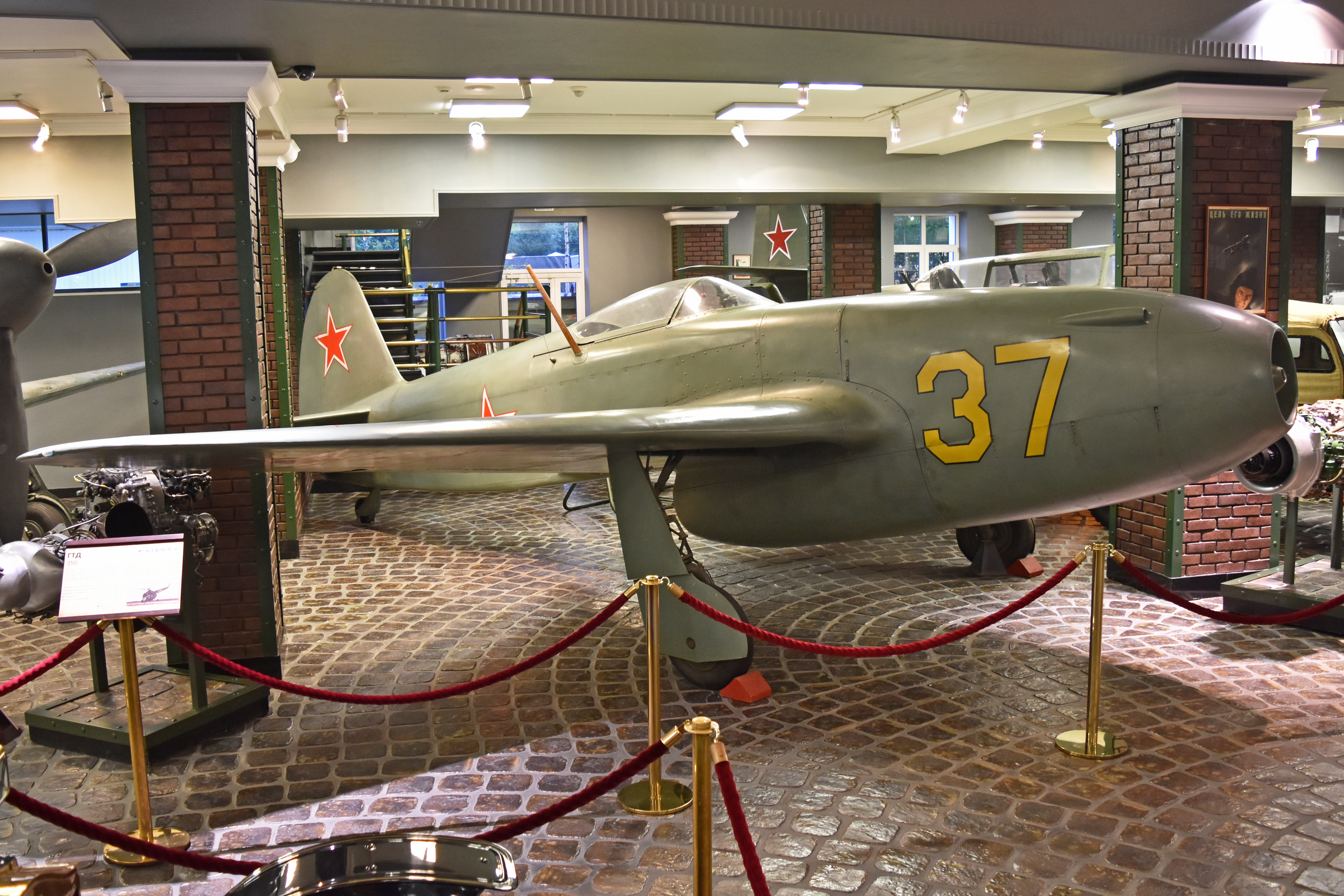
Jakovlev Jak-15

De Jakovlev Jak-15 (Russisch: Як-15) (NAVO-codenaam: Feather) was een vroege Sovjet-straaljager, de lichtste operationele ooit gebouwd, ontworpen door Jakovlev. Hij behield de vleugels, achterste deel van de romp, de staart en het taildragger-onderstel van de propelleraangedreven Jak-3U. De Yak-15 werd aangedreven door een kopie van de Duitse Junkers Jumo 004B turbojet motor, aangeduid als RD-10. De motor werd in de neus ingebouwd, met de uitlaat onder de vleugels. Op deze manier kregen de piloten een simpele introductie in straalmotoren. Van deze eerste Russische straaljager is ook een tweepersoons trainer gebouwd.